# Нейрат, Алоис
Алоис Нейрат (чеш. Alois Neurath; 29 августа 1886, Вена — 25 апреля 1955, Стокгольм) — деятель чехословацкого и международного коммунистического движения.

## Биография
Родился 29 августа 1886 году в Вене в немецкой семье. Активно участвовал в рабочем движении Судетской области.
После создания Коммунистической партии Чехословакии стал одним из организаторов Немецкой секции КПЧ. В 1921—1926 занимал пост секретаря ЦК КПЧ, избирался депутатом в Национальное собрание Чехословацкой республики от коммунистов (с 15 ноября 1925 по 25 сентября 1929). В это же время представлял КПЧ в Коминтерне: приехав в 1922 в Москву, он был введён в состав Исполкома Коминтерна перед IV конгрессом. На самом конгрессе, состоявшемся в ноябре 1922, он был одним из его председателей, участвовал в дебатах, был переизбран в члены ИККИ и избран в кандидаты в Президиум ИККИ. В 1923 был делегатом Третьего (расширенного) пленума ИККИ. На Пятом конгрессе Коминтерна (1924) был переизбран в ИККИ и Президиум ИККИ. Участвовал в Пятом (расширенном) и Шестом пленумах ИККИ.
В 1926 подвергся критике со стороны советской делегации за оппозицию ряду решений Коминтерна, в частности, открыто объявив себя троцкистом. За это он был снят со всех партийных постов и в июне 1929 исключён из КПЧ. После этого возглавил троцкистскую группу в «Ленинской оппозиции», особенно активную в Судетской области.
После победы коммунистов в Чехословакии в феврале 1948 эмигрировал в Швецию.